# Caju

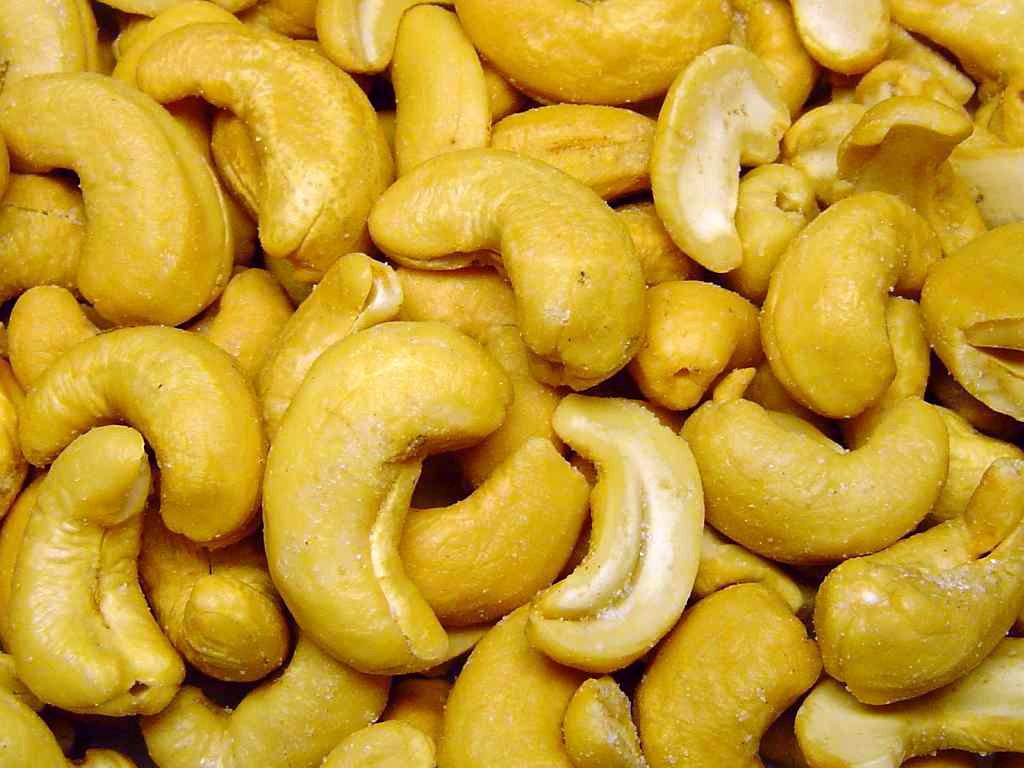
Nuci caju, sărate

Caju (sau Acaju) (Anacardium occidentale) este un copac din familia Anacardiaceae, originar din Brazilia, membru al aceleiași familii din care face parte fisticul și fructul mango.
Fructele acestuia sunt comestibile și se numesc alune caju, sau alune acaju.

## Producție
| Top 5 țări producătoare de alune caju (cu coajă) în 2013 | Top 5 țări producătoare de alune caju (cu coajă) în 2013 | Top 5 țări producătoare de alune caju (cu coajă) în 2013 |
| -------------------------------------------------------- | -------------------------------------------------------- | -------------------------------------------------------- |
| Țară                                                     | Producție (în tone metrice)                              |                                                          |
| Vietnam                                                  | 1.110.800                                                |                                                          |
| Nigeria                                                  | 950.000                                                  |                                                          |
| India                                                    | 753.000                                                  |                                                          |
| Côte d'Ivoire                                            | 450.000                                                  |                                                          |
| Benin                                                    | 180.000                                                  |                                                          |
| Total la nivel mondial                                   | 4.439.960                                                |                                                          |
| Source: Food & Agriculture Organization                  |                                                          |                                                          |